# Ingela Gathenhielm
Ingela Olofsdotter Gathenhielm, född Hammar 11 september 1692 på gården Hammarkulla i Onsala , död 29 april 1729, var en svensk kapare, redare och handelsidkare. 

## Biografi
Ingela Gathenhielm var dotter till redaren Olof Nilsson Hammar (1653–1707) och Gunilla Mårtensdotter (1659–1717). Hon gifte sig 1711 med Lars Gathenhielm. Paret fick en dotter och fyra söner, men endast sonen Anders (1714–1768) överlevde barndomen. Familjen flyttade till Göteborg efter bröllopet. 

### Kaparverksamhet
Både Ingelas och Lars familjer var sedan länge involverade i den kaparverksamhet som bedrevs från Onsala i samarbete med köpmän i Göteborg. tillstånd till kaparverksamhet för svenska statens räkning mot alla fientliga stater under Stora nordiska kriget. Verksamheten var mycket framgångsrik, Lars blev 1715 medlem i stadens burskap och Lars och hans bror Christian blev adlade för sina insatser i kriget.  
Vid makens död 1718 tog Ingela över de företag som startats tillsammans med maken, såsom en repslagarbana, rederi och kaparverksamheten.  Ingela fortsatte att bedriva verksamhet under makens tidigare kapartillstånd till freden med Danmark 1720 och Ryssland 1721. Det är hennes kaparverksamhet som är mest känd i historien, och många skrönor uppkom om henne: att hon faktiskt drev denna verksamhet är dock bekräftat. Efter kriget vidtog långdragna processer med kronan om kaparverksamhetens omkostnader som drevs vidare efter hennes död av hennes andre make. 

### Övrig affärsverksamhet
Utöver kaparverksamheten var Ingela en betydande näringsidkare i Göteborg. Hon drev repslageri vid Gamla Varvet, och utverkade tillstånd att driva bageri, bränneri, smedja och segelmakeri. Oklarheten mellan militära och civila behov och ifrågasättanden från konkurrenter gjorde att kronan återtog Gamla Varvet och hon tvingades frånträda alla sina verksamheter utom sitt repslageri. Repslageriet var dock mycket framgångsrikt och utrustade en stor del av stadens fartyg med rep. 
Hon gifte sig 1722 med överstelöjtnanten Isak Browald. När hon dog 1729 begravdes hon vid sidan av sin förste make i Onsala kyrka.

## Eftermäle
Ingela har en gata i Västra Frölunda uppkallad efter sig, Ingela Gathenhielms gata. Ryktet om makarna Gathenhielms bedrifter har också gjort att ortnamnet Hammarkulla spritt sig till andra ställen.